# The ArchAndroid
Albums de Janelle Monáe
The Audition
(2003) The Electric Lady
(2013)
Singles
1. Come Alive (The War of the Roses)
Sortie : 29 septembre 2009
2. Tightrope
Sortie : 11 février 2010
3. Cold War
Sortie : 8 août 2010

The ArchAndroid est le premier album studio de la chanteuse américaine Janelle Monáe. Il est sorti le 18 mai 2010.

## Liste des titres
1. Suite II Overture
2. Dance or Die
3. Faster
4. Locked Inside
5. Sir Greendown
6. Cold War
7. Tightrope
8. Neon Gumbo
9. Oh, Maker
10. Come Alive (The War of The Roses)
11. Mushrooms & Roses
12. Suite III Overture
13. Neon Valley Street
14. Make the Bus
15. Wondaland
16. 57821
17. Say You'll Go
18. BaBopByeYa